# Stjepan Fridl
Stjepan Fridl (Beljevina, Đurđenovac, 12. rujna 1950.), hrvatski katolički svećenik, isusovac, glavni urednik Radio Marije

## Životopis
Rođen je u Beljevini u obitelji Stjepana i Anice, djevojački Cerčić. Otac Stjepan bio je rodom iz Ljubeščice, a Anica iz Velikoga Komora blizu Mača. Roditelji su mu nakon Prvoga svjetskog rata s obiteljima došli u Slavoniju, u Beljevinu gdje su se i upoznali te vjenčali u župi sv. Petra i Pavla u Bokšiću 1934. godine. Imali su desetero djece, od kojih je petero umrlo u djetinjoj dobi. Prva četiri razreda osnovne škole Stjepan je završio u rodnoj Beljevini, a ostala četiri razreda u Đurđenovcu kamo se obitelj preselila 1968. godine. Kao mladić volio je šport, posebno nogomet. Željevši postati dijecezanski svećenik upisuje gimnaziju u Nadbiskupijskom dječačkom sjemeništu na zagrebačkoj Šalati. Budući da je u sjemeništu vodio Caritas, zamišljao je da će kao župnik na župi organizirati rad s mladima i senzibilizirati župljane za karitativno djelovanje. No, od 70 maturanata jedini je on bio pozvan na odsluženje vojnoga roka i to tri mjeseca prije mature; uputio je molbu za odgodu vojna roka za tri mjeseca da bi završio razred i polagao maturalni ispit, no dobio je odgovor: „Dođi i potpiši da nećeš biti pop i dobit ćeš odgodu.“[nedostaje izvor] Odlučio je poći u vojsku i biti svećenik. Vojni je rok služio u Karlovcu. U prosincu 1969. u Blažuju kod Sarajeva ubijen je njegov školski kolega iz sjemeništa Izidor Bistrović, isusovački kandidat, nekoliko dana prije Izidorova odsluženja vojnoga roka. Za Izidorovu je smrt doznao iz Glasa Koncila. Kako je bilo vrijeme liberalizacija kad se moglo dogoditi jednog hrvatsko proljeće, Fridl je kao vojnik smio ići u crkvu. Jednom je za vrijeme mise u franjevačkoj crkvi u Karlovcu u srcu snažno osjetio poziv da on bude taj koji će naslijediti Izidora u redovničkome zvanju. Previrao se u sebi pola godine i na kraju odlučio ući u Družbu Isusovu.
Nakon vojske ušao je u dvogodišnji novicijat, nakon kojeg je na zagrebačkom Jordanovcu završio filozofiju. Uslijedila je odgojiteljska praksa u isusovačkom sjemeništu na Fratrovcu jednu godinu. Ponovno se vratio na Jordanovac na teološki studij.  Kao student je ipak pohađao Institut za crkvenu glazbu. Za svećenika ga je zaredio kardinal Franjo Kuharić u zagrebačkoj katedrali 26. lipnja 1978. godine. Mladu misu slavio je u Đurđenovcu 16. srpnja 1978. Dvije godine je kao svećenik bio odgojitelj u sjemeništu na Šalati, pa je pohađao poslijediplomski studij na rimskoj Gregoriani iz područja duhovne teologije i psihologije i postigao zvanje magistra znanosti. Godine 1982. opet je odgojiteljem na Šalati gdje je ostao do 1988. godine. Nakon obavljene treće probacije, što je završni dio formacije u Družbi Isusovoj, 1984. je položio svečane vječne zavjete u bazilici Srca Isusova u Zagrebu. Imao je tešku prometnu nesreću, zbog čega je morao odustati od posla odgojitelja. Prihvatio se dužnosti kateheta studenata i radničke mladeži u bazilici Srca Isusova u Palmotićevoj. U samostalnoj Hrvatskoj dvije je godine predavao vjeronauk maturantima u sve četiri gimnazije u Križanićevoj ulici.
Od 1994. do 2000. bio je poglavar isusovačke zajednice u Palmotićevoj. 2000. godine postao je glavni urednik Radio Marije. Od 1992. predaje na Filozofskom fakultetu Družbe Isusove i na Filozofsko-teološkom Institutu Družbe Isusove na Jordanovcu kolegije: Uvod u religijske znanosti i Duhovnu teologiju. Napisao je tridesetak radova i članaka koji su objavljeni u hrvatskim i stranim časopisima. Rado je slušani propovjednik, predavač i voditelj duhovnih obnova.